# Kieran Culkin
Kieran Kyle Culkin (n. 30 septembrie 1982, New York City, New York, SUA) este un actor american, câștigător al premiului Oscar. Și-a început cariera în copilărie⁠(d), având roluri în Father of the Bride (1991), The Mighty⁠(d) (1998) și Legea pământului (1999). A intrat în atenția publicului cinefil odată cu lansarea filmului Igby⁠(d) (2002), fiind nominalizat la Globul de Aur și premiat cu Premiul Asociației Criticilor de Film pentru rolul său. A continuat să apară în lungmetraje precum Margaret⁠(d) (2011), Scott Pilgrim vs. the World⁠(d) (2010), Wiener-Dog⁠(d) (2016) și No Sudden Move⁠(d) (2021).
Din 2018 până în 2023, Culkin l-a interpretat pe Roman Roy în serialul de televiziune HBO Succesiunea, rol pentru care a câștigat un premiu Critics' Choice Television Awards⁠(d), un premiu Screen Actors Guild, un premiu Primetime Emmy⁠(d), cât și un Globul de Aur.
Și-a făcut debutul pe Broadway în 24 Hours Play în 2006. A revenit pe scenă în reprezentația This Is Our Youth⁠(d) în 2014.

## Biografie
Kieran Kyle Culkin s-a născut pe 30 septembrie 1982 în New York City, fiul lui Christopher Cornelius „Kit” Culkin⁠(d), fost actor de teatru pe Broadway, și al Patriciei Brentrup, originară din Dakota de Nord. Părinții său s-au cunoscut în 1974 în Sundance, Wyoming⁠(d). Cuplul s-a mutat în orașul natal al soțului, New York, și au avut împreună șapte copii: Shane (n. 1976), Dakota (1978–2008), Macaulay (n. 1980), Keiran (n. 1982), Quinn (n. 1984), Christian (n.  1987) și Rory⁠(d) (n. 1989). De asemenea, a avut o soră vitregă din partea tatălui - Jennifer (1970-2000). Mătușa paternă a lui Culkin este actrița Bonnie Bedelia.
La începutul vieții, a locuit în cartierul Yorkville⁠(d) din Manhattan. În copilărie, familia a avut probleme financiare; mama sa lucra ca operator de telefonie, în timp ce tatăl său era paracliser⁠(d) pentru o biserică catolică locală. În septembrie 1995, părinții lui Culkin au divorțat, iar relația dintre el și tatăl său s-a răcit.

## Cariera
Primul său rol de film a fost un rol minor alături de fratele său - Macaulay Culkin - în Singur acasă (1990). A continuat să apără în filme de comedie, inclusiv în Singur acasă 2 - Pierdut în New York, Tatăl miresei și Tatal miresei -Partea a II-a⁠(d).
Pe parcursul adolescenței, a apărut atât în roluri principale în filme independente, cât și roluri minore din filme comerciale. A apărut în Muzica inimii (1999), film nominalizat la Oscar, iar pentru rolul principal din Igby (2002), a fost nominalizat la Globul de Aur. L-a interpretat pe Kevin Dillon în filmul Puternicii⁠(d) (1998).
Culkin face parte din distribuția serialului HBO Succesiunea, unde îl interpretează pe Roman Roy. În 2018, 2020 și 2021, a fost nominalizat la Premiul Globul de Aur pentru cel mai bun actor într-un rol secundar într-o producție de televiziune pentru acest rol. În 2023, a obținut o nominalizare la Premiul Emmy pentru cel mai bun actor într-un serial dramatic alături de actorii Jeremy Strong și Brian Cox.

## Viața personală
Culkin s-a căsătorit cu Jazz Charton pe 8 iunie 2013. Aceștia au doi copii, o fiică născută în septembrie 2019 și un fiu născut în august 2021.

## Filmografie

### Filme
| An   | Titlu                             | Rol                       | Note                 |
| ---- | --------------------------------- | ------------------------- | -------------------- |
| 1990 | Home Alone                        | Fuller McCallister        |                      |
| 1991 | Only the Lonely                   | Patrick Muldoon Jr.       |                      |
| 1991 | Father of the Bride               | Matthew "Matty" Banks     |                      |
| 1992 | Home Alone 2: Lost in New York    | Fuller McCallister        |                      |
| 1993 | Nowhere to Run                    | Mike "Mookie" Anderson    |                      |
| 1994 | My Summer Story                   | Ralph "Ralphie" Parker    |                      |
| 1995 | Father of the Bride Part II       | Matthew "Matty" Banks     |                      |
| 1996 | Amanda                            | Biddle Farnsworth         |                      |
| 1998 | The Mighty                        | Kevin Dillon              |                      |
| 1999 | She's All That                    | Simon Boggs               |                      |
| 1999 | Music of the Heart                | Alexi Tzavaras            |                      |
| 1999 | The Cider House Rules             | Buster                    |                      |
| 2002 | The Dangerous Lives of Altar Boys | Tim Sullivan              |                      |
| 2002 | Igby Goes Down                    | Jason "Igby" Slocumb, Jr. |                      |
| 2008 | Lymelife                          | Jimmy Bartlett            |                      |
| 2009 | Paper Man                         | Christopher               |                      |
| 2010 | Scott Pilgrim vs. the World       | Wallace Wells             |                      |
| 2011 | Margaret                          | Paul Hirsch               |                      |
| 2013 | Movie 43                          | Neil                      | Segmentul „Veronica” |
| 2015 | Quitters                          | Mr. Becker                |                      |
| 2016 | Wiener-Dog                        | Brandon McCarthy          |                      |
| 2017 | Infinity Baby                     | Ben                       |                      |
| 2020 | Father of the Bride, Part 3(ish)  | Matthew "Matty" Banks     | Scurtmetraj          |
| 2021 | No Sudden Move                    | Charley                   |                      |

### Televiziune
| An           | Titlu                                 | Rol                                   | Note                                                   |
| ------------ | ------------------------------------- | ------------------------------------- | ------------------------------------------------------ |
| 1991         | Saturday Night Live                   | Froggy                                | Episodul: „Macaulay Culkin/Tin Machine”                |
| 1996         | Frasier                               | Jimmy (voce)                          | Episodul: „The Impossible Dream”                       |
| 1999         | The Magical Legend of the Leprechauns | Barney O'Grady                        | 2 episoade                                             |
| 2001         | Go Fish                               | Andy "Fish" Troutner                  | Rol principal                                          |
| 2015         | Fargo                                 | Rye Gerhardt                          | 2 episoade                                             |
| 2015         | Long Live the Royals                  | Peter (voce)                          | 4 episoade                                             |
| 2018–2023    | Succession                            | Roman Roy                             | Rol principal                                          |
| 2020         | Robot Chicken                         | Joe Jonas/Nostradamus's Intern (voce) | Episodul: „Petless M in: Cars Are Couches On The Road” |
| 2021         | Saturday Night Live                   | Gazdă                                 | Episodul: „Kieran Culkin/Ed Sheeran”                   |
| 2022         | Gaming Wall Street                    | Narator                               | Miniserie                                              |
| 2022         | The Boys Presents: Diabolical         | O.D. (voce)                           | Episodul: „I'm Your Pusher”                            |
| 2022–prezent | Solar Opposites                       | Glen the Human "Dodge Charger" (voce) | Sezonul 3–prezent; Solar Opposites: SilverCops         |
| 2023         | Agent Elvis                           | Gabriel Wolf (voce)                   | Episodul: „Godspeed, Drunk Monkey”                     |
| 2023         | Scott Pilgrim Takes Off               | Wallace Wells (voce)                  | Rol principl                                           |

### Teatru
| An   | Titlu                | Rol            | Note                           |
| ---- | -------------------- | -------------- | ------------------------------ |
| 2000 | The Moment When      | Wilson         | Playwrights Horizons, New York |
| 2003 | This Is Our Youth    | Warren Straub  | Garrick Theatre, London        |
| 2004 | After Ashley         | Justin Hammond | Vineyard Theatre, New York     |
| 2007 | subUrbia             | Buff           | Second Stage Theatre, New York |
| 2009 | The Starry Messenger | Student        | Acorn Theatre, New York        |
| 2012 | This Is Our Youth    | Dennis Ziegler | Sydney Opera House, Sydney     |
| 2014 | This Is Our Youth    | Dennis Ziegler | Steppenwolf Theatre, Chicago   |
| 2014 | This Is Our Youth    | Dennis Ziegler | Cort Theatre, New York         |